# Babót
Babót là một thị trấn thuộc hạt Győr-Moson-Sopron, Hungary. Thị trấn này có diện tích 21,67 km², dân số năm 2010 là 1120 người, mật độ 52 người/km².